# Adolfo Celi
Adolfo Celi, född 27 juli 1922 i Messina, Sicilien, död 19 februari 1986 i Rom, var en italiensk skådespelare som medverkade i ett hundratal film- och TV-produktioner under sin 40-åriga karriär. 
Celi spelade ofta skurkaktiga roller. Hans mest kända roll är som skurken Emilio Largo i James Bond-filmen Åskbollen (1965). I den filmen var hans röst dock dubbad av Robert Rietti. Även många andra av hans roller i engelskspråkiga filmer var dubbade på grund av hans brytning. Celi medverkade även i italienska komedier som Det gamla gänget (1975) och internationella filmer som Von Ryans express, Vånda och extas och Grand Prix. Han syntes också tillsammans med andra skådespelare från de tidiga James Bond-filmerna i Operation Lillbrorsan, en Bond-parodi med Sean Connerys bror Neil Connery i huvudrollen. Han spelade påven Alexander VI i The Borgias från 1981.
Utanför filmkarriären hade han också framgång som scenskådespelare i Sydamerika, där han också regisserade två filmer under 1950-talet. Senare regisserade han även en italiensk film.
Celi var gift tre gånger, och fick två barn med Veronica Lazar.

## Filmografi
- 1972 – Maffian ger order
- 1976 – Iskalla typer på heta bågar
- 1984 – Cenerentola '80